# Leonesismo

La purpurada, bandera propuesta por el Grupo Autonómico Leonés para representar a la región leonesa, de color púrpura.

El leonesismo es un sentimiento territorial que se articula como movimiento cultural, social y político, de carácter regionalista, autonomista o soberanista, y que persigue el reconocimiento de parte de los territorios de la antigua Corona leonesa que en su mayoría conformaron a partir de 1833 la región histórica de León (provincias de León, Zamora y Salamanca, conjunto al que denominan región leonesa, País Leonés o reino de León) como comunidad autónoma propia, escindida de la actual Castilla y León.
Según Electomanía en 2022 sobre una base de más de 3000 encuestados, las provincias de León, Zamora y Salamanca son las únicas que suspenden la configuración autonómica. Además de las asociaciones y fuerzas políticas del leonesismo, el movimiento leonesista cuenta con el apoyo de organizaciones de marcado carácter castellanista como la Asociación Sociocultural Castilla, que persigue una Castilla unida.

La Plateada, bandera que representa al antiguo reino de Leóntambién utilizada como bandera regional leonesa.

## Territorio

Mapa mostrando, en azul, los territorios considerados por los leonesistas como parte del País Leonés

Mapa de la división territorial de España en 1833

El «país leonés» (país llionés en leonés) es, según los regionalistas leoneses, el territorio formado por las provincias españolas de León, Zamora y Salamanca donde se extienden la lengua y cultura leonesas. Coincide con el reino de León definido en la división administrativa realizada por Javier de Burgos por medio del Real Decreto de 30 de noviembre de 1833, pero su superficie, de acuerdo con algunas posturas regionalistas, no coincide plenamente con la del reino de León histórico.
Así pues, los límites de este país varían dependiendo de posturas políticas, pues algunos sectores regionalistas incluyen en él territorios de proclamada cultura leonesa (es decir,  aquellos donde se hablaran variantes del asturleonés), englobando así la franja del Carrión (Palencia), donde se hablaría asturleonés oriental[cita requerida], y los territorios portugueses del río Sabor (Miranda de Duero, donde se habla mirandés).
En la siguiente tabla se muestra la superficie y población de las provincias integrantes de una hipotética región leonesa según padrón municipal de habitantes del INE a 1 de julio de 2019). Según estos datos, en la actualidad se situaría en decimoquinto puesto en cuanto a población total, por delante de Navarra, Cantabria y La Rioja, aunque en el último puesto en términos de densidad de población. La superficie total de una comunidad autónoma leonesa integrada por las provincias de León, Zamora y Salamanca sería de 38 490 km², ocupando la sexta posición a nivel estatal. Esta hipotética región tendría un PIB de 19.961 millones de euros, solo por delante de Extremadura (19. 498 millones), Navarra (19.554), La Rioja (8.513) y Cantabria (13.801), y penúltima si solo se contaran las comunidades pluriprovinciales.
| Escudo | Nombre    | Población | Porcentaje población | Densidad (hab./km²) | Superficie (km²) | Porcentaje superficie | Mapa |
| ------ | --------- | --------- | -------------------- | ------------------- | ---------------- | --------------------- | ---- |
|        | León      | 460.415   | 47,74 %              | 29,55               | 15 580           | 40.48 %               |      |
|        | Zamora    | 172.522   | 18,20 %              | 16,33               | 10 561           | 27.44 %               |      |
|        | Salamanca | 331.382   | 34,36 %              | 26,83               | 12 349           | 32.08 %               |      |
| Total  | Total     | 964.319   | 100 %                | 25,05               | 38 490           | 100 %                 |      |

## Historia

### Antecedentes
Entre los años 1900 y 1934 Miguel Bravo Guarida, Miguel Díez Canseco y José Eguiagaray impulsaron el regionalismo cultural leonés en León, desarrollado, a través de artículos de prensa, festejos como los Juegos Florales, el centenario del Padre Isla y, sobre todo, la celebración del IX Centenario de los Fueros de León, o acciones como la adopción del Pendón Real púrpura con el escudo de León y la organización, por parte de la Diputación de León, de una biblioteca regional de temas y autores leoneses.
En esta época surgieron numerosas sociedades y publicaciones regionalistas leonesas, siendo la primera el Ateneo Leonés (1910). Otras fueron Amigos del Pueblo (1915), Centro Leonés (1917), Vida Leonesa (1920), Sociedad de Estudios Leoneses (1926), Instituto de Estudios Leoneses (1930) y Veladas Leonesas (1931).
Fue significativo el Grupo de Tradiciones Leonesas (1932-1938), formado por políticos e intelectuales derechistas ligados a la dictadura de Primo de Rivera, como Domínguez Berrueta, José González, o los alcaldes de León durante la dictadura, Roa de la Vega y José Eguiagaray. Éste definió los ideales de este movimiento: "Representarnos ante el poder central sin fulanismos, protestar por el abandono que sufren los ganaderos y agricultores leoneses, exigir ferrocarriles en las cuencas mineras y cuidar y fomentar nuestras veneradas tradiciones". Políticamente estuvo ligado a Acción Agraria Leonesa, partido derechista liderado por Joaquín López Robles, y a Acción Femenina Leonesa, de Francisca Bohigas.
En 1933 se creó el grupo regionalista leonés Amigos de León por Manuel Fernández Núñez, basado en la defensa de los intereses industriales, agrícolas y tradicionales de la región leonesa, mientras que Ricardo Pallarés, presidente de la Diputación de León en 1931, fue uno de los fundadores del Partido Republicano Leonés Autónomo.
En marzo de 1934, Eguiagaray propuso en el Diario de León la creación de una Liga Regional Leonesa como un centro de estudios leoneses, con su sección de estudios económicos y comerciales. Además, surgió el Grupo "pro León". También en ese mismo año nació el Orfeón Leonés; su director, José Pinto Maestro, fue el autor de la letra del Himno de León, estrenado en 1934 con motivo del quinto centenario de la gesta del “Paso Honroso” y de la figura del caballero Suero de Quiñones. En 1978 fue declarado oficialmente himno de la ciudad de León.
José Pinto Maestro, autor de himno, se mostró contrario a que León tuviera estatuto en el artículo Tristes destinos.

### Etapa democrática

La dixebriega, bandera surgida hacia 1994-1996 y adoptada por el leonesismo de izquierdas

Durante el proceso preautonómico español, a finales de la década de 1970, surgieron numerosos grupos leonesistas que reivindicaron la creación de una comunidad autónoma leonesa: en Zamora, Ciudadanos Zamoranos (CCZZ), en Salamanca el Grupo Regionalista Salamantino (GRES), y en León el Concejo Abierto Leonés (CAL), Jóvenes Nacionalistas Leoneses (JNL), la Asamblea Independiente Leonesa (AIL), el Grupo Autonómico Leonés (GAL) o la Asamblea Regionalista Leonesa.
Durante esos años y el resto de la década de 1980, se empezaron a organizar los primeros partidos políticos propiamente leonesistas como el Bloque Autonomista del País Leonés, el Partido Nacionalista Leonés (PNL), el Partido Regionalista del País Leonés (PREPAL), con su organización juvenil Juventudes Leonesistas (JJLL), el Bloque Agrario (BA), o la Unión Leonesista (UNLE), además de sucederse distintas manifestaciones en pro de la autonomía para León en 1980, 1982 y 1984. En la década de 1990 se crearon la Unión del Pueblo Leonés (UPL) y Conceyu Xoven, su organización juvenil en ese momento. Ya en el siglo XXI, en 2003 surgió, de la escisión de la UPL, el Partido Autonomista Leonés - Unidad Leonesista (PAL-UL), y en 2010 surgía la nueva organización juvenil de la UPL, Juventudes Leonesistas, dejando fuera de su en torno a Conceyu Xoven.
En el año 1986 surgió un grupo armado terrorista que se autodenominaba Tierra Lleunesa que tras hacer algunos actos a su nombre abandono cualquier tipo de reivindicación.
En 2006 se creó el Partido del Progreso de Ciudades de Castilla y León (PPCCAL) que se presentó como alternativa al leonesismo tradicional, obteniendo en las elecciones municipales de 2007 unos resultados testimoniales, si bien obtuvo representación en Riaño (un concejal) y en la junta vecinal de Arcahueja. Sin embargo, en 2009 se integró en el Partido de Castilla y León, cuyo principal integrante son los pancastellanistas Tierra Comunera.
En 2007 se creó Agora País Llionés, una organización de izquierda soberanista, que cuenta con concejos en León, Zamora y Salamanca, la cual apoyó en 2016 la creación de la organización juvenil del mismo sesgo ideológico Ruchar Mocedá Llionesa.

## Leonesismo político

### Unión del Pueblo Leonés
La Unión del Pueblo Leonés (UPL) es el principal partido leonesista de todos los que actualmente se encuentran en activo, contando con representación en la Diputación de León y en ayuntamientos de León y Zamora con 152 concejales obtenidos en las elecciones municipales de 2019. Asimismo, obtuvo representación en las Cortes de Castilla y León en las elecciones autonómicas de 2019.
Fue fundada en 1986 como UNLE-UPL por personas pertenecientes a AP, UCD, PSOE o PSP y que tenían inquietudes leonesistas. No obstante, en 1991 el partido sería refundado ya con sus siglas definitivas por José María Rodríguez de Francisco, que abandonó el partido en 2004, fundando el PAL-UL, partido que se disolvió para integrarse en UPL en 2019.
El proceso de refundación de UPL desde entonces estuvo liderado por Javier Chamorro y supuso la creación de unos nuevos estatutos para el partido, a fin de evitar el transfuguismo. El partido, liderado actualmente por Luis Mariano Santos Reyero como secretario general, se desligó en 2010 de Conceyu Xoven como juventudes, para fundar Juventudes Leonesistas, su nueva asociación juvenil, con presencia en las provincias del ámbito territorial de la formación.

### Partido Regionalista del País Leonés
El Partido Regionalista del País Leonés (PREPAL) es un partido regionalista leonés, que propugna, por vía constitucional, la autonomía de la tri provincial Región Reino Leonés, con las provincias de Salamanca, Zamora y León, con 38.491 km(2), bajo el nombre de comunidad autónoma Región Reino Leonés ( tal como ha promovido en su XXVIII Asamblea General, el día 28-1-2022), con su "Anteproyecto Estatuto Comunidad Autónoma Región Reino Leonés". 
Adscribe, desde su inicio fundacional, en seguimiento del [Movimiento Leonesista ML], al País Leonés como reunión de todos los ciudadanos regionales leoneses, tanto de la tri provincial Región Reino Leonés como de la diáspora regional leonesa. 
Su propuesta autonómica regional leonesa esta dentro del actual marco constitucional de la Nación Española . 
Fue fundado por ciudadanos regionales leoneses del "todo SaZaLe´41" y legalizado en el registro de partidos políticos en el año 1980. El ciudadano zamorano Francisco Iglesias Carreño es uno de sus cofundadores, quien fue el primer secretario general y después presidente de la formación, siempre por elección democrática, a propuesta de sus militantes. 
Aunque la provincia de Zamora es su lugar de mayor implantación, siempre se ha presentado en las tres provincias leonesas, a excepción de las elecciones autonómicas de 1991, en las que no lo hizo por León, presentándose sólo en Salamanca y Zamora.

### Implantación
La Unión del Pueblo Leonés cuenta con una implantación institucional significativa en la provincia de León (UPL obtuvo tres procuradores a las Cortes de Castilla y León en las últimas elecciones autonómicas, un diputado provincial y 146 concejales en las municipales de 2019), que es bastante menor en la de Zamora (6 concejales en las municipales de 2019), careciendo de representación institucional en la de Salamanca.
Por su parte, el Partido Regionalista del País Leonés (PREPAL), que es un partido no bancario, es el grupo político regionalista en activo más antiguo, habiendo obtenido tres concejales en las elecciones municipales de 2019, todos ellos en la provincia de Zamora.

## Resultados electorales del leonesismo

Apoyo electoral de los partidos nacionalistas y regionalistas en España por comunidades autónomas y por provincias en el caso excepcional de León. Datos de las elecciones autonómicas de 2019-2024

Los resultados de los partidos políticos leonesistas en las dos últimas elecciones autonómicas han sido los siguientes:
| Circunscripción | Censo   | Participación | UPL    | UPL  | PREPAL | PREPAL | PAL-UL | PAL-UL | Total  | Total |
| Circunscripción | Censo   | Participación | Votos  | %    | Votos  | %      | Votos  | %      | Votos  | %     |
| León            | 444.089 | 269.292       | 18.431 | 6,99 | 471    | 0,18   | 1.963  | 0,74   | 20.865 | 7,92  |
| Zamora          | 157.594 | 111.873       | 745    | 0,68 | 364    | 0,33   | -      | -      | 1.109  | 1,01  |
| Salamanca       | 310.405 | 191.701       | -      | -    | 539    | 0,29   | -      | -      | 539    | 0,29  |
| Total           | 912.088 | 572.866       | 19.176 | 3,34 | 1.374  | 0,24   | 1.963  | 0,34   | 22.513 | 3,93  |

| Circunscripción | Censo   | Participación | UPL    | UPL   | PREPAL | PREPAL | Total  | Total |
| Circunscripción | Censo   | Participación | Votos  | %     | Votos  | %      | Votos  | %     |
| León            | 433.250 | 261.814       | 26.705 | 10,20 | 549    | 0,21   | 27.254 | 10,41 |
| Zamora          | 168.951 | 106.454       | 758    | 0,71  | 413    | 0,39   | 1.171  | 1,10  |
| Salamanca       | 305.855 | 190.628       | 594    | 0,31  | 441    | 0,23   | 1.035  | 0,54  |
| Total           | 908.056 | 558.896       | 28.057 | 5,02  | 1.403  | 0,25   | 29.460 | 5,27  |

| Circunscripción | Censo   | Participación | UPL    | UPL   | PREPAL | PREPAL | Total  | Total |
| Circunscripción | Censo   | Participación | Votos  | %     | Votos  | %      | Votos  | %     |
| León            | 377.076 | 226.851       | 47.952 | 21,31 | 367    | 0,16   | 48.319 | 21,47 |
| Zamora          | 143.032 | 86.965        | 2.310  | 2,69  | 287    | 0,33   | 2.597  | 3,02  |
| Salamanca       | 270.044 | 169.420       | 1.616  | 0,96  | 335    | 0,20   | 1.951  | 1,25  |
| Total           | 790.152 | 483.236       | 51.878 | 10,84 | 989    | 0,21   | 52.867 | 11,05 |

| Circunscripción | Votos válidos | Congreso | Congreso | Senado | Senado |
| Circunscripción | Votos válidos | Votos    | %        | Votos  | %      |
| León            | 275.240       | 22.984   | 8,35     | 33.796 | 12,44  |
| Zamora          | 103.410       | 692      | 0,67     | 1.786  | 1,76   |
| Salamanca       | 199.110       | 489 ª    | 0,25 ª   | 2.597  | 1,32   |
| Total           | 577.760       | 24.165   | 4,18     | 38.179 | 6,61   |

ª En Salamanca UPL no presentó lista al Congreso.

## Propuestas y actividad leonesista

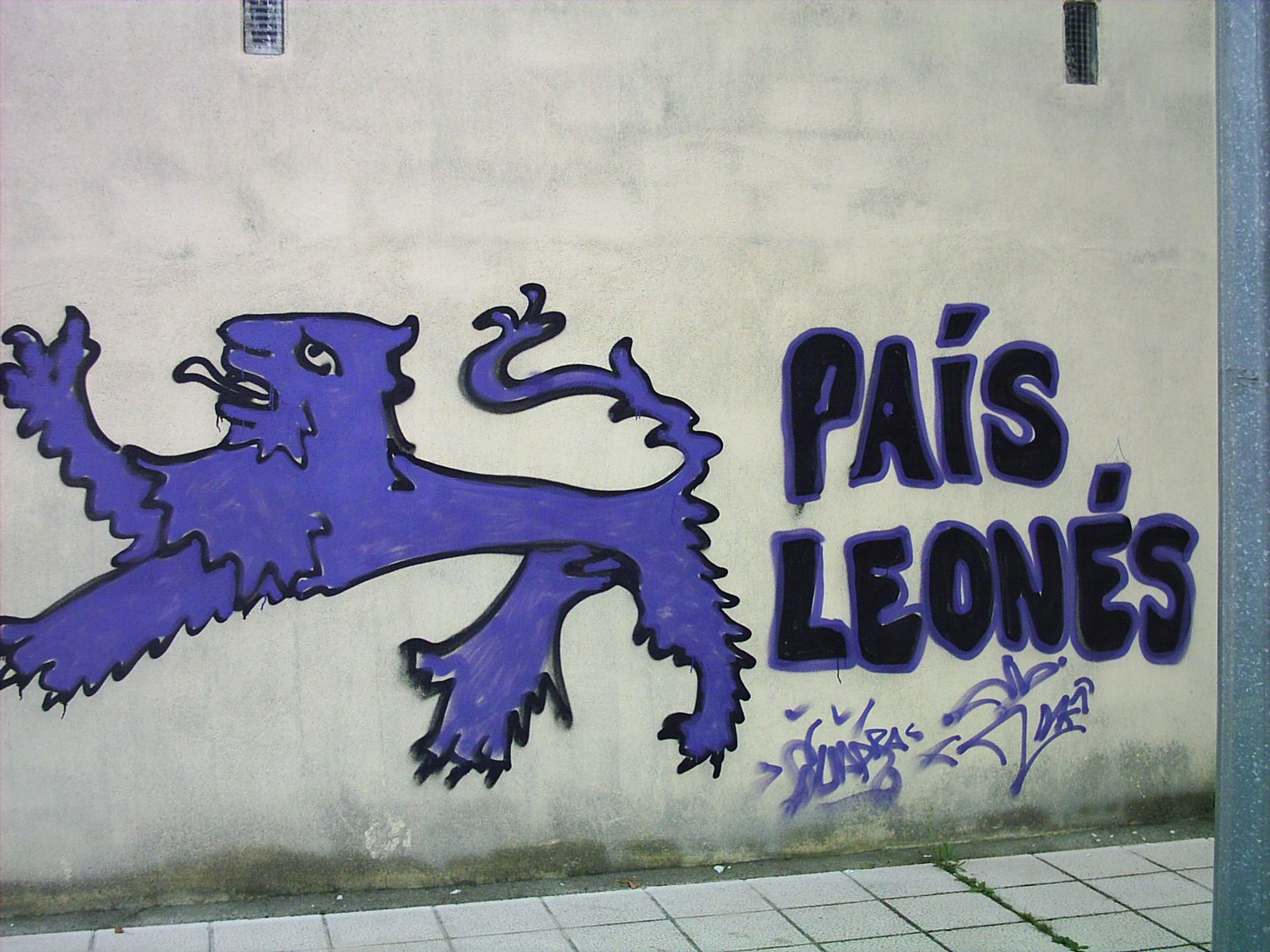
Mural en la ciudad de Salamanca favorable al País Leonés

Durante la primera legislatura de José Luis Rodríguez Zapatero (2004-2008) tuvo lugar la reforma de los estatutos de autonomía de varias comunidades autónomas. En ese contexto, al iniciarse el proceso de reforma del estatuto de autonomía de Castilla y León, la UPL presentó un proyecto alternativo de «Estatuto de Autonomía de León y Castilla», en el que proponían los medios para que la provincia de León pudiera acceder a una autonomía propia y para que las provincias de Zamora y Salamanca pudieran ejercer la iniciativa para adherirse a la misma. Hasta que se produjera la segregación, UPL proponía la definición de una comunidad autónoma birregional compuesta por dos territorios (León, incluyendo a las provincias de León, Zamora y Salamanca, y Castilla, incluyendo al resto), que el nombre de la comunidad fuera León y Castilla, que las sedes de la autonomía se repartieran entre los "territorios de León y Castilla" o que el leonés fuera declarado oficial en las tres provincias de León. La enmienda a la totalidad sugerida por UPL, con su propuesta de estatuto como texto alternativo, fue rechazada, contando con un único voto a favor, por lo que el estatuto fue aprobado sin incluir las reivindicaciones de la formación leonesista.

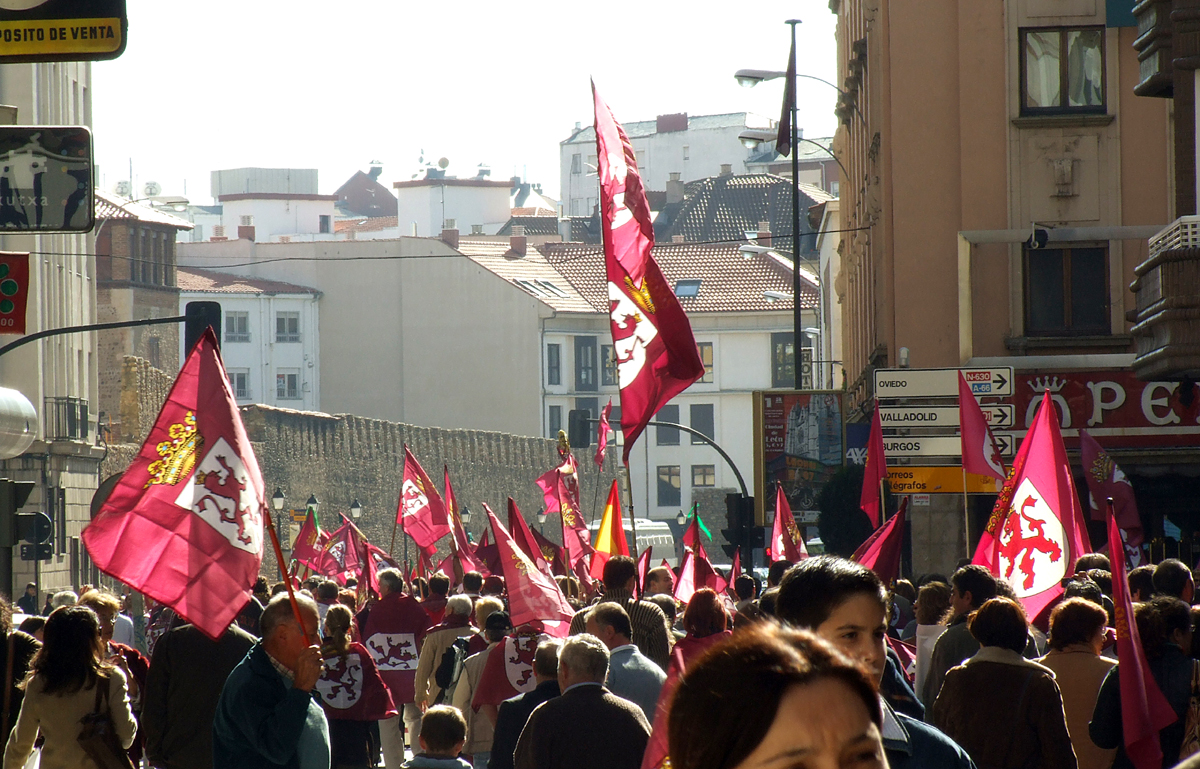
Manifestación a favor de la autonomía leonesa

Mientras tanto, el Colectivo Ciudadanos del Reino de León convocó diversas manifestaciones reclamando la creación de la comunidad autónoma de León. Así, el 3 de junio de 2006 tuvo lugar en León una manifestación en pro de la autonomía leonesa que reunió a unas cinco mil personas. El 29 de octubre del mismo año se celebró una manifestación que reunió a más de cuatro mil personas. El 22 de abril de 2007, víspera del Día de Castilla y León, el Colectivo Ciudadanos del Reino de León congregó a unas diez mil personas, según las fuerzas de seguridad, y más de veinte mil según los convocantes, para reclamar la autonomía para el País Leonés. Por último, el 28 de octubre de 2007 el leonesismo volvió a salir a la calle en León para pedir la autonomía, congregando a unas tres mil quinientas personas, entre las que se encontraba el propio alcalde de la ciudad. A esto habría que sumar los actos de reivindicación realizados por el PREPAL, como el celebrado el 23 de abril de 2006 en la plaza de la catedral de Zamora, en el que pidió la autonomía para el Reino Leonés.
Por otro lado, el 11 de mayo de 2013 tuvo lugar una nueva reivindicación leonesista, en este caso en la ciudad de Salamanca, en que más de mil personas se dieron cita reclamando "futuro para la región leonesa", convocados por la Plataforma por el Futuro de la Región Leonesa.
El miércoles 30 de enero de 2019, el grupo Ganemos Salamanca en la Diputación salmantina presentó una iniciativa popular de Colectivo Ciudadanos del Reino de León para pedir la constitución de una región leonesa formada por las provincias de Salamanca, Zamora y León. La moción fue rechazada por PP, PSOE y Ciudadanos. Ganemos Salamanca se abstuvo. Fue la primera vez en el período democrático que se planteó la cuestión regionalista leonesa en la Diputación de Salamanca.

Municipios de la provincia de León que han aprobado (verde) o rechazado (rojo) la moción para la autonomía de la región leonesa

El 27 de diciembre de 2019 el ayuntamiento de León aprobó una moción para la autonomía de la región leonesa. Moción respaldada y aprobada también en decenas de ayuntamientos y juntas vecinales de León, Salamanca y Zamora durante 2020.
En la provincia de León aprobaron desde diciembre de 2019 hasta agosto de 2020 la moción para la autonomía leonesa las corporaciones municipales de San Andrés del Rabanedo, Ardón, Boca de Huérgano, Cabrillanes, Crémenes, Cuadros, Castrocontrigo, Cubillas de Rueda, Los Barrios de Luna, Magaz de Cepeda, Matadeon, Prioro, Quintana del Marco, Riego de la Vega, San Esteban de Nogales, Santa Elena de Jamuz, Santa María de la Isla, Santa María del Páramo, Santovenia de la Valdoncina, Soto de la Vega, Truchas, Urdiales, Valderrey, Valderrueda, Valverde de la Virgen, Villabraz, Villamanín, Villaquilambre, Villaturiel y Castrocalbón. Posteriormente, se han sumado a la moción por la autonomía leonesa el 24 de septiembre Chozas de Abajo, 12 de diciembre de 2020 Torre del Bierzo, 3 de enero de 2021 Nogarejas y 21 de enero de 2021 Mozos de Cea. Todas estas entidades municipales junto con la capital leonesa suman más de la mitad de los habitantes de la provincia de León.
| Resultados de las mociones para la autonomía de la región leonesa en la Provincia de León | Resultados de las mociones para la autonomía de la región leonesa en la Provincia de León | Resultados de las mociones para la autonomía de la región leonesa en la Provincia de León | Resultados de las mociones para la autonomía de la región leonesa en la Provincia de León | Resultados de las mociones para la autonomía de la región leonesa en la Provincia de León |  |
| Municipio                                                                                 | Población (2021)                                                                          | Porcentaje población                                                                      | Fecha moción                                                                              | Resultado                                                                                 |  |
| ----------------------------------------------------------------------------------------- | ----------------------------------------------------------------------------------------- | ----------------------------------------------------------------------------------------- | ----------------------------------------------------------------------------------------- | ----------------------------------------------------------------------------------------- |  |
| León                                                                                      | 122 051                                                                                   | 27.02 %                                                                                   | 27/12/2019                                                                                | Aprobada                                                                                  |  |
| Matadeón de los Oteros                                                                    | 229                                                                                       | 0.05 %                                                                                    | 27/12/2019                                                                                | Aprobada                                                                                  |  |
| Crémenes                                                                                  | 522                                                                                       | 0.12 %                                                                                    | 27/12/2019                                                                                | Aprobada                                                                                  |  |
| Cabrillanes                                                                               | 731                                                                                       | 0.16 %                                                                                    | 27/12/2019                                                                                | Aprobada                                                                                  |  |
| San Justo de la Vega                                                                      | 1780                                                                                      | 0.39 %                                                                                    | 27/12/2019                                                                                | Rechazada                                                                                 |  |
| Valderrey                                                                                 | 435                                                                                       | 0.09 %                                                                                    | 28/12/2019                                                                                | Aprobada                                                                                  |  |
| Castrocontrigo                                                                            | 720                                                                                       | 0.16 %                                                                                    | 28/12/2019                                                                                | Aprobada                                                                                  |  |
| Santa María del Páramo                                                                    | 3109                                                                                      | 0.69 %                                                                                    | 30/12/2019                                                                                | Aprobada                                                                                  |  |
| Cuadros                                                                                   | 2057                                                                                      | 0.46 %                                                                                    | 30/01/2020                                                                                | Aprobada                                                                                  |  |
| Mansilla de las Mulas                                                                     | 1768                                                                                      | 0.39 %                                                                                    | 09/01/2020                                                                                | Aprobada                                                                                  |  |
| Urdiales del Páramo                                                                       | 480                                                                                       | 0.11 %                                                                                    | 10/01/2020                                                                                | Aprobada                                                                                  |  |
| La Pola de Gordón                                                                         | 3060                                                                                      | 0.68 %                                                                                    | 13/01/2020                                                                                | Rechazada                                                                                 |  |
| Cabreros del Río                                                                          | 409                                                                                       | 0.09 %                                                                                    | 24/01/2020                                                                                | Aprobada                                                                                  |  |
| Cubillas de Rueda                                                                         | 389                                                                                       | 0.09 %                                                                                    | 27/01/2020                                                                                | Aprobada                                                                                  |  |
| Villamañán                                                                                | 1083                                                                                      | 0.24 %                                                                                    | 30/01/2020                                                                                | Aprobada                                                                                  |  |
| Boca de Huérgano                                                                          | 444                                                                                       | 0.1 %                                                                                     | 31/01/2020                                                                                | Aprobada                                                                                  |  |
| Villaquilambre                                                                            | 18 597                                                                                    | 4.12 %                                                                                    | 06/02/2020                                                                                | Aprobada                                                                                  |  |
| Boñar                                                                                     | 1819                                                                                      | 0.4 %                                                                                     | 06/02/2020                                                                                | Aprobada                                                                                  |  |
| Santovenia de la Valdoncina                                                               | 2006                                                                                      | 0.44 %                                                                                    | 07/02/2020                                                                                | Aprobada                                                                                  |  |
| Villaturiel                                                                               | 1826                                                                                      | 0.4 %                                                                                     | 07/02/2020                                                                                | Aprobada                                                                                  |  |
| Garrafe de Torío                                                                          | 1589                                                                                      | 0.35 %                                                                                    | 20/02/2020                                                                                | Rechazada                                                                                 |  |
| Valdevimbre                                                                               | 936                                                                                       | 0.21 %                                                                                    | 20/02/2020                                                                                | Rechazada                                                                                 |  |
| Riaño                                                                                     | 471                                                                                       | 0.1 %                                                                                     | 17/02/2020                                                                                | Aprobada                                                                                  |  |
| Villanueva de las Manzanas                                                                | 495                                                                                       | 0.11 %                                                                                    | 11/02/2020                                                                                | Aprobada                                                                                  |  |
| Riego de la Vega                                                                          | 708                                                                                       | 0.16 %                                                                                    |                                                                                           | Aprobada                                                                                  |  |
| Ardón                                                                                     | 562                                                                                       | 0.12 %                                                                                    |                                                                                           | Aprobada                                                                                  |  |
| Valverde de la Virgen                                                                     | 7442                                                                                      | 1.65 %                                                                                    |                                                                                           | Aprobada                                                                                  |  |
| Valderrueda                                                                               | 836                                                                                       | 0.11 %                                                                                    | 06/03/2020                                                                                | Aprobada                                                                                  |  |
| Truchas                                                                                   | 418                                                                                       | 0.09 %                                                                                    | 10/02/2020                                                                                | Aprobada                                                                                  |  |
| Quintana del Marco                                                                        | 356                                                                                       | 0.08 %                                                                                    | 16/05/2020                                                                                | Aprobada                                                                                  |  |
| San Esteban de Nogales                                                                    | 252                                                                                       | 0.06 %                                                                                    | 23/06/2020                                                                                | Aprobada                                                                                  |  |
| Castrocalbón                                                                              | 940                                                                                       | 0.21 %                                                                                    | 23/06/2020                                                                                | Aprobada                                                                                  |  |
| Barrios de Luna                                                                           | 308                                                                                       | 0.07 %                                                                                    | 28/05/2020                                                                                | Aprobada                                                                                  |  |
| Santa Elena de Jamuz                                                                      | 1029                                                                                      | 0.23 %                                                                                    | 28/05/2020                                                                                | Aprobada                                                                                  |  |
| Prioro                                                                                    | 337                                                                                       | 0.07 %                                                                                    | 27/06/2020                                                                                | Aprobada                                                                                  |  |
| Villabraz                                                                                 | 92                                                                                        | 0.02 %                                                                                    | 28/06/2020                                                                                | Aprobada                                                                                  |  |
| Santa María de la Isla                                                                    | 468                                                                                       | 0.1 %                                                                                     | 12/06/2020                                                                                | Aprobada                                                                                  |  |
| Villamanín                                                                                | 912                                                                                       | 0.2 %                                                                                     | 06/07/2020                                                                                | Aprobada                                                                                  |  |
| Cubillas de los Oteros                                                                    | 133                                                                                       | 0.03 %                                                                                    | 03/06/2020                                                                                | Aprobada                                                                                  |  |
| Corbillos de los Oteros                                                                   | 193                                                                                       | 0.04 %                                                                                    | 28/05/2020                                                                                | Aprobada                                                                                  |  |
| Magaz de Cepeda                                                                           | 358                                                                                       | 0.08 %                                                                                    | 15/07/2020                                                                                | Aprobada                                                                                  |  |
| Vega de Infanzones                                                                        | 824                                                                                       | 0.18 %                                                                                    |                                                                                           | Aprobada                                                                                  |  |
| San Andrés del Rabanedo                                                                   | 30 160                                                                                    | 6.68 %                                                                                    | 30/07/2020                                                                                | Aprobada                                                                                  |  |
| Soto de la Vega                                                                           | 1518                                                                                      | 0.34 %                                                                                    | 30/07/2020                                                                                | Aprobada                                                                                  |  |
| Cacabelos                                                                                 | 4888                                                                                      | 1.08 %                                                                                    | 07/08/2020                                                                                | Rechazada                                                                                 |  |
| Valdefresno                                                                               | 2208                                                                                      | 0.49 %                                                                                    |                                                                                           | Rechazada                                                                                 |  |
| La Robla                                                                                  | 3714                                                                                      | 0.82 %                                                                                    |                                                                                           | Rechazada                                                                                 |  |
| Sena de Luna                                                                              | 367                                                                                       | 0.08 %                                                                                    | 10/09/2020                                                                                | Aprobada                                                                                  |  |
| Matallana de Torío                                                                        | 1278                                                                                      | 0.28 %                                                                                    | 01/10/1029                                                                                | Aprobada                                                                                  |  |
| La Bañeza                                                                                 | 10 068                                                                                    | 2.23 %                                                                                    |                                                                                           | Rechazada                                                                                 |  |
| Villademor                                                                                | 299                                                                                       | 0.07 %                                                                                    | 06/10/1029                                                                                | Aprobada                                                                                  |  |
| Chozas de Abajo                                                                           | 2596                                                                                      | 0.57 %                                                                                    | 24/09/2020                                                                                | Aprobada                                                                                  |  |
| Valdelugueros                                                                             | 515                                                                                       | 0.11 %                                                                                    | 29/09/2020                                                                                | Aprobada                                                                                  |  |
| Torre del Bierzo                                                                          | 2079                                                                                      | 0.46 %                                                                                    | 12/12/2020                                                                                | Aprobada                                                                                  |  |
| Santa Colomba de Curueño                                                                  | 478                                                                                       | 0.11 %                                                                                    |                                                                                           | Aprobada                                                                                  |  |
| Sariegos                                                                                  | 5170                                                                                      | 1.14 %                                                                                    | 25/02/2021                                                                                | Aprobada                                                                                  |  |
| Gordaliza del Pino                                                                        | 255                                                                                       | 0.06 %                                                                                    | 16/07/2021                                                                                | Aprobada                                                                                  |  |
| Fresno de la Vega                                                                         | 478                                                                                       | 0.11 %                                                                                    | 04/08/2021                                                                                | Aprobada                                                                                  |  |
| Sahagún                                                                                   | 2441                                                                                      | 0.54 %                                                                                    | 14/09/2021                                                                                | Aprobada                                                                                  |  |
| Garrafe de Torío                                                                          | 1589                                                                                      | 0.35 %                                                                                    | 24/09/2021                                                                                | Aprobada                                                                                  |  |
| San Adrián del Valle                                                                      | 100                                                                                       | 0.02 %                                                                                    | 29/09/2021                                                                                | Aprobada                                                                                  |  |
| Grajal de Campos                                                                          | 205                                                                                       | 0.05 %                                                                                    | 30/09/2021                                                                                | Rechazada                                                                                 |  |
| Vegas del Condado                                                                         | 1149                                                                                      | 0.25 %                                                                                    | 08/10/2021                                                                                | Aprobada                                                                                  |  |
| Villasabariego                                                                            | 1121                                                                                      | 0.25 %                                                                                    | 23/12/2021                                                                                | Aprobada                                                                                  |  |
| Total aprobada                                                                            | 227 402                                                                                   | 50.34 %                                                                                   |                                                                                           |                                                                                           |  |

El 16 de febrero de 2020 se produjeron varias manifestaciones en León y otras localidades con 80.000 asistentes según los convocantes y 48.000 según la Subdelegación del Gobierno, en las cuales se exigía la creación de una comunidad autónoma para la región leonesa entre otras reivindicaciones.
El 26 de junio de 2024, la Diputación Provincial de León votó a favor de la moción para la autonomía de la Región Leonesa llevado a cabo a través de la corporación leonesista UPL con el apoyo del PSOE de León.Ese mismo día se pronunciaron en su defensa los ministros de Transportes y Movilidad Sostenible, Óscar Puente y de Política Territorial y Memoria Democrática, Ángel Víctor Torres, aludiendo en ambos casos a la legitimidad de este territorio para configurarse dentro del estado de las autonomías.

## Leonesismo social y cultural
- Asociación Gastronómica Región Leonesa para el buen yantar: su finalidad principal es reconocer, apoyar y exaltar la gastronomía de la región leonesa, a través de la divulgación del conocimiento, proceso y elaboración de los distintos productos alimenticios leoneses. Para ello realizan conferencias, jornadas de platos típicos, celebración de catas y degustaciones de alimentos leoneses, y por último, recopilación de recetas culinarias típicas de la tierra.
- Comunidad Leonesa.es: coordinadora de organizaciones, asociaciones y colectivos de todo el País Leonés, de carácter cultural, social, deportivo y ciudadano.
- Asociación de Pendones del Reino de León: realiza actividades sociales, culturales y recreativas vinculadas a la recuperación, conservación, manifestación y difusión de los Pendones Leoneses, como elementos que integran el Patrimonio y la Identidad del Reino de León.
- Arlafolk: la Asociación Reino de León de Amigos del Folklore es un colectivo folklórico creado para poner en valor las danzas tradicionales de la región leonesa y que tienen escuelas en Benavente y León. Desde 2011 realizan los Premios MT (Música Tradicional) como reconocimiento de las labor realizada por la cultura tradicional en la región leonesa. A su vez colabora con otras agrupaciones de la región, haciendo cursos y conferencias sobre la cultura tradicional de la región leonesa.
- Centros de Estudios Locales Reino de León o CEL Reino de León: es una asociación creada en 2013 que engloba a la mayoría de los Centros de Estudios Locales de la Región Leonesa: Instituto de Estudios Zamoranos Florián de Ocampo, Instituto de Estudios Omañeses, Centro de Estudios Mirobrigenses, Instituto Leonés de Cultura, Centros de Estudios Astorganos Marcelo Macías, Instituto de Estudios Bercianos, Centro de Estudios Benaventanos Ledo del Pozo.
- Raigañu: asociación creada en 1996 para evitar la desaparición de la cultura tradicional leonesa. Aunque con base en la provincia de León, colabora activamente con los diversos colectivos y plataformas leonesistas del resto de provincias.
- Por el Futuro de la Región Leonesa: plataforma creada en 2013 e integrada por varios colectivos y asociaciones de las provincias de Salamanca, Zamora y León. Ese mismo año organizaron la manifestación «Por el futuro de la región leonesa», que congregó a más de mil salmantinos, zamoranos y leoneses el 11 de mayo de 2013 por las calles de Salamanca.
- Esllabón Llionesista: asociación sociocultural leonesista que busca vertebrar todos los eslabones de la cadena cultural leonesa. Ha convocado hasta la fecha dos foros de opinión sobre la problemática leonesa.
- Tribuna Leonesa: desde 2010, el primer y único medio de prensa digital centrado en la actualidad de las provincias leonesas.
- Ciudadanos Reino de León: colectivo ciudadano fundado en 2005 con motivo de la reformar el Estatuto de autonomía de Castilla y León. Convocó cuatro manifestaciones en favor de la autonomía del País Leonés, concentrando la más numerosa de ellas en torno a 20.000 asistentes el 22 de abril de 2007.
- Conceyu País Llionés: colectivo creado en 2019 por un grupo de leonesistas con una larga trayectoria, provenientes de otras asociaciones, su ideología es de izquierda leonesista.Entre sus actividades destaca la implantación de vallas en Ponferrada y León capital, reivindicando la salida del País Leonés de la comunidad autónoma de Castilla y León. Impulsores del lexit y muy activos en la calle con concentraciones en favor de la libertad de los concejales en el voto de las mociones pro-autonomía Leonesa, manifestaciones y reivindicaciones. Con sus actividades reivindicativas, que no han cesado durante la pandemia, han conseguido un crecimiento del sentimiento leonesista sin precedentes. Apuestan por una Plataforma Transversal Leonesista para crear la comunidad autónoma del País Leonés.